# Сьвіни (Нижньосілезьке воєводство)
Сьвіни (пол. Świny, нім. Schweinhaus) — село в Польщі, у гміні Болькув Яворського повіту Нижньосілезького воєводства.
Населення — 268 осіб (2011).
У 1975-1998 роках село належало до Єленьоґурського воєводства.

## Демографія
Демографічна структура станом на 31 березня 2011 року:
|          | Загалом | Допрацездатний вік | Працездатний вік | Постпрацездатний вік |
| -------- | ------- | ------------------ | ---------------- | -------------------- |
| Чоловіки | 135     | 29                 | 96               | 10                   |
| Жінки    | 133     | 24                 | 80               | 29                   |
| Разом    | 268     | 53                 | 176              | 39                   |

## Пам'ятки
До основних історичних пам'яток села належать:
руїни замку (XIII-XIV, XV століття, 1620 рік);
костел святого Миколая (XIV-XVIII століття);
старий цвинтар біля костелу (XIV-XIX століття)